# Parafia Narodzenia Najświętszej Maryi Panny w Zamartem
Parafia Narodzenia Najświętszej Maryi Panny w Zamartem – rzymskokatolicka parafia w Zamartem. Należy do dekanatu kamieńskiego Diecezji pelplińskiej. Erygowana w 1930 roku. Prowadzą ją karmelici bosi.
Siedzibą parafii jest klasztor w Zamartem. Duszpasterstwo obejmuje miejscowości: Doręgowice, Jerzmionki, Kamionka, Niwy, Nowa Wieś, Osady Zamarckie. Kościół parafialny został ogłoszony w dniu 16 lipca 2011 roku – przez śp. biskupa diecezjalnego Jana Bernarda Szlagę – Sanktuarium Matki Bożej Szkaplerznej.